# Samantha Bee
Samantha Anne Bee (Toronto, 1969. október 25.) kanadai-amerikai humorista, író, producer, politikai kommentátor, színésznő és műsorvezető.
A The Daily Show szereplőjeként vált ismertté; ő működött a leghosszabb ideig közre a műsorban. 12 év után, 2015-ben kilépett a sorozatból és elindította saját műsorát, Full Frontal with Samantha Bee címen.

## Fiatalkora és tanulmányai
Torontóban született, Debra és Ronald Bee gyermekeként. Szülei nem sokkal később elváltak, miután Bee megszületett, így a nagymamája nevelte fel. A Humberside Collegiate Institute és a York Memorial Collegiate Institute tanulója volt.
A középiskola után a McGill University hallgatója lett, de egy év után a University of Ottawa tanulója lett. Itt színészleckéket kezdett venni. Ekkor jött rá, hogy szeret fellépni. Később a George Brown Theatre Schoolba járt.

## Pályafutása
Miközben pincérnőként dolgozott, színészi meghallgatásokra is járt. 26 éves korában a Sailor Moon színpadi produkciójában a címszereplőt játszotta.
A "The Atomic Fireballs" nevű, kizárólag nőkből álló humortársulat egyik alapítója.
2003. július 10-én csatlakozott a The Daily Showhoz.
2015 márciusában bejelentette, hogy otthagyja a sorozatot, és elindítja saját szatirikus hírműsorát. 2015. április 30-án lépett ki a műsorból. Új műsora, a Full Frontal with Samantha Bee 2016. február 8-án debütált. Ezzel ő lett az első nő, aki egy késő esti szatirikus hírműsort vezet.
Leginkább Jon Stewart munkássága inspirálta. További humoristák, akik hatással voltak rá: Steve Martin, David Letterman, Mary Tyler Moore, Lucille Ball, Carol Burnett, Betty White és Joan Rivers.

## Magánélete
2001-ben házasodott össze Jason Jones színésszel, akivel 1996-ban ismerkedtek meg. Manhattanben élnek. 2006 januárjában megszületett első gyermekük, Piper. 2008 januárjában bejelentette, hogy újból terhes. Ebben az évben megszületett a pár második gyermeke, Fletcher. Ripley nevű lányuk 2010-ben született.
2014-ben amerikai állampolgár lett, így kettős, kanadai–amerikai állampolgársággal rendelkezik.